# Albert Petersen (Schriftsteller)

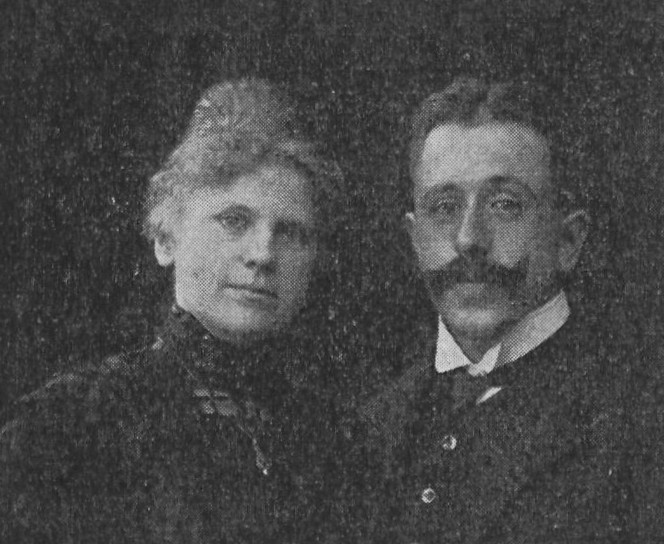
Albert Petersen mit seiner Ehefrau Ellin

Albert Petersen (* 24. August 1883 in Husum; † 28. Juli 1943 in Hamburg) war ein deutscher Schriftsteller. 

## Leben
Petersens Vater war Lehrer an der Bürgerschule in Husum. Seine Mutter Emilie, geb. Blohm, starb, als Albert Petersen neun Jahre alt war. Ab 1901 arbeitete er als Postgehilfe und -assistent an verschiedenen Postämtern in ganz Schleswig-Holstein. Seinen Militärdienst leistete er in Hadersleben ab. Ab 1910 lebte Albert Petersen mit seiner Ehefrau Ellin, geb. Bentzen, in Hamburg.
Den Ersten Weltkrieg machte Petersen als Frontsoldat mit, wobei er an der Ostfront in Grodno, sowie in den Schlachten an der Somme, in Flandern und bei Arras eingesetzt war. Nach dem Krieg arbeitete er weiter als Postbeamter, ließ sich jedoch 1924 pensionieren, um als freier Schriftsteller zu arbeiten. Petersen veröffentlichte schon seit 1907 zahlreiche Romane, Novellen, Erzählungen, plattdeutsche Gedichte, Hörspiele und Bühnenwerke.
Im Zweiten Weltkrieg diente Petersen beim Luftpostgau Hamburg-Wilhelmsburg. Er und seine Frau starben 1943 bei einem Bombenangriff auf Hamburg, beide wurden mit anderen Bombenopfern auf dem Ohlsdorfer Friedhof begraben.

## Veröffentlichungen
- Ralves Carsten. Roman. C. F. Delf, Husum 1906 (Gekürzt als Erzählung für die Jugend in der Reihe „Heimatgeschichtliche Erzählungen“ (Verlag: Beltz, Langensalza) veröffentlicht).
- Die Warthos. Nordlandroman. Hesse & Becker, Leipzig 1915.
- Die Halliggräfin. Erzählung. H. Hilger, Berlin 1915.
- Ein Frauenherz. Dresdener Roman-Verlag, Dresden 1915.
- Der Zauber von St. Jürgen. Erzählung. H. Hilger, Berlin 1916.
- Die Tochter. Roman. Mignon-Verlag, Dresden 1916.
- Hanne Jepsen. Erzählung. H. Hilger, Berlin 1917.
- Der Komödienbauer. Roman aus Friesland. H. Hilger, Berlin 1918.
- Arnold Amsinck. Roman. Hanseatische Verlagsanstalt, Hamburg 1919.
- Das schlechte Jahr. Roman. Mignon-Verlag, Dresden 1920.
- Caroline Mathilde. Roman. Hanseatische Verlagsanstalt, Hamburg 1921.
- Kumm in’n Linnwullrock. Erzählung. H. Hilger, Berlin 1922.
- Der junge Perthes. Roman. Hanseatische Verlagsanstalt, Hamburg 1923.
- Dronning. Roman aus Schleswig. Ostra-Verlag, Leipzig 1923.
- Kapitän Orla Wormskjold. Historische Erzählung von Nordschleswigs Ostseeküste. Friesenverlag, Bremen 1923.
- Harro und seine Sippe. Roman, vereinigt die früher erschienenen Erzählungen „Uldsumer Kinder“, „Koogsleute“ und „Dort in der fremden Welt“. Friesenverlag, Bremen 1924.
- Der schwarze Hauberg. Roman. Niederdeutsche Verlagsanstalt, Hannover 1924.
- Perthes der Mann. Roman. Hanseatische Verlagsanstalt, Hamburg 1925.
- Vor 60 Jahren. Erzählung. Eine Stormerinnerung. Hamburger Nachrichten, Hamburg 1925.
- 1926 Virginia. Der Schwan vom Avon. Romane, Shakespeare-Dyas. Hanseatische Verlagsanstalt, Hamburg 1926.
- Der Mönch von Husum. Roman. Friesenverlag, Bremen 1926.
- Die Fronde. Mazarin-Roman. Voss, Berlin 1927.
- König Sonne. Roman um Ludwig XIV. Voss, Berlin 1927.
- Johannes Scherer. Voss, Berlin 1927.
- Friedrich Ludwig Schröder. Roman. Alster-Verlag, Hamburg 1929.
- Charlotte Ackermann. Roman. Alster-Verlag, Hamburg 1930.
- Der Junkernhof. Roman aus Husum. Hanseatische Verlagsanstalt, Hamburg 1930.
- Juen Heidt. Roman. Glogau, Hamburg 1934.